# Somatochlora tenebrosa
Somatochlora tenebrosa ist eine Libellenart aus der Familie der Falkenlibellen (Corduliidae), die zu den Großlibellen (Anisoptera) gehören. Die Art ist im Osten Nordamerikas verbreitet. Sie wird im Englischen „Clamp-Tipped Emerald“ genannt.

## Merkmale
Die schlanke Imago von Somatochlora tenebrosa misst zwischen 48 und 64 Millimeter, wovon 33 bis 45 Millimeter auf den Hinterleib (Abdomen) entfallen, was innerhalb der Gattung relativ groß ist. Die ersten Segmente des langen und schlanken Abdomen sind geschwollen und seitlich braun. Auf dem zweiten Segment befinden sich dazu noch jeweils zwei helle Flecken auf den Seiten. Bei den Männchen läuft der hintere dabei bis auf den Genitallappen herab. Auf dem dritten Segment befinden sich sowohl zwei Flecken an den Seiten des Rückens als auch einer auf der Bauchseite. Das restliche Abdomen ist schwarz.
Der Teil des Brustkorbes (Thorax), an dem die Flügel ansetzen, der sogenannte Pterothorax ist im vorderen wie im hinteren Bereich dicht mit Haar bedeckt. Farblich ist er dunkelbraun und schimmert kupferfarben. Die Beine sind schwarz. Nur die Femora sind auf den nach außen gewandten Seiten heller. Die Hinterflügel messen 39 bis 41 Millimeter. Die Flügel sind durchsichtig und manchmal an der Basis leicht bernsteinfarben getüncht. Die Flügeladerung und das Flügelmal (Pterostigma) sind dunkelbraun.
Im mit schwarzen Härchen besetzten Gesicht ist das Labrum orange und schwarz gerandet. Von da ab bis zur Stirnmitte (Frons) ist das Gesicht ockerfarben um dann in metallisches Schwarz überzugehen.

## Verbreitung und Flugzeit
Die Art ist im Osten der Vereinigten Staaten und Kanadas verbreitet. Sie lebt im Wald an fließenden Gewässern, vom kleinen Rinnsal bis zum Fluss, und in Feuchtgebieten, auch wenn diese jahreszeitlich bedingt teilweise trockenfallen. Sie fliegt insbesondere in der Dämmerung zwischen Juni und Oktober.

## Ähnliche Arten
Die Weibchen ähneln denen von Somatochlora williamsoni, die ebenfalls im Osten Nordamerikas verbreitet ist.